# Tecemotid
Tecemotid (auch als liposomaler Krebs-Impfstoff BLP25 bezeichnet) ist ein therapeutisches Vakzin (Impfstoff) vom Typ MUC1, der in der Onkologie (Krebsmedizin) in der klinischen Phase III gegen den nichtkleinzelligen Lungenkrebs (NSCLC) und gegen fortgeschrittenen bzw. inoperablen Brustkrebs erprobt wurde.
Tecemotid wurde von der kleinen kanadischen Biotech-Firma Biomira (jetzt Oncothyreon) entwickelt. Die Merck KGaA erwarb die weltweiten Exklusiv-Lizenzrechte außer für Kanada, wo sich beide Unternehmen die Rechte teilten. Ab 2007 wurde Tecemotid in Europa durch die Merck KGaA weiter entwickelt, in den USA durch die Merck-Tochtergesellschaft EMD Serono Pharmaceuticals. 2014 informierte Merck, die Forschung an dem Mittel einzustellen, da die Erwartungen an die Wirksamkeit sich nicht erfüllt hatten.

## Aufbau

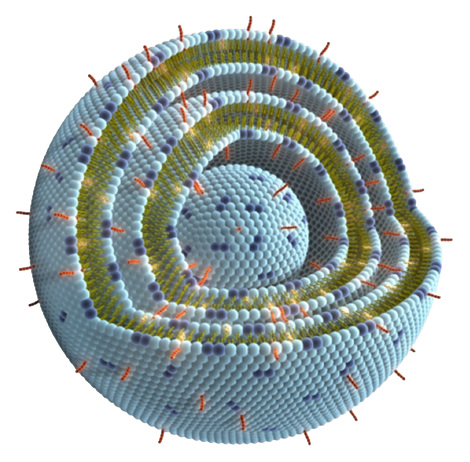
Schematischer Aufbau des liposomalen BLP25. Das aus 27 Aminosäuren aufgebaute Antigen ist mit dem als Adjuvans wirkenden Lipid A konjugiert und in die Membran des Liposoms integriert. Die roten, fadenförmigen Strukturen an der Oberfläche des Liposoms sollen das Antigen darstellen.

Tecemotid ist ein aus 27 Aminosäuren aufgebautes, künstlich hergestelltes Peptid, das mit Monophosphoryl-Lipid A (MPL) chemisch verbunden ist und in die Membran eines Liposoms integriert ist. Das MPL dient dabei als Adjuvans.
Die Aminosäuresequenz lautet im Einbuchstabencode STAPPAHGVTSAPDTRPAPGSTAPP, gefolgt von einem palmitylierten Lysin zur Bindung an Biomembranen und einem Glycin.

## Wirkungsmechanismus
Tecemotid soll eine Immunantwort auf MUC1-exprimierende Tumorzellen induzieren (aktive Immuntherapie). MUC1 ist ein Tumorantigen, welches verstärkt auf häufig vorkommenden Tumoren exprimiert wird, beispielsweise beim Bronchial-, Mamma- oder Kolorektalkarzinom. Die liposomale Hülle erhöht die Erkennungsrate des Krebs-Antigens durch das Immunsystem und erleichtert die Wirkstofffreisetzung am Zielort.

Durch die Impfung kann als Antwort des Immunsystems das Anbinden von cytotoxischen T-Zelle (Killerzellen) an Tumorzellen mit überexpremiertem MUC1 ausgelöst werden. Dadurch kann das Tumorwachstum gehemmt werden.

## Klinische Erprobung
Tecemotid befand sich in der klinischen Erprobung. Am 26. Februar 2007 wurde der erste Patient in die globale Phase-III-Studie START (Stimulating Targeted Antigenic Responses To NSCLC). eingeschlossen. START untersuchte an etwa 1300 Patienten die Wirksamkeit und Sicherheit von Tecemotid bei inoperablem nicht kleinzelligem Bronchialkarzinom (NSCLC) im Stadium III. 2004 erteilte die FDA Tecemotid den Status des beschleunigten Prüfverfahrens (Fast Track).

Am 22. Juni 2009 gab die Merck KGaA den Start einer Phase-III-Studie (STRIDE, STimulating immune Response In aDvanced brEast cancer) mit über 900 Patienten mit inoperablem fortgeschrittenen Brustkrebs aus über 30 Ländern bekannt.

Am 10. Dezember 2009 wurde eine weitere Phase-III-Studie mit Tecemotid begonnen. Die Studie mit dem Namen INSPIRE (Stimuvax trial In Asian NSCLC Patients: Stimulating Immune REsponse) wurde mit etwa 420 Patienten mit fortgeschrittenem nicht-kleinzelligem Bronchialkarzinom aus fünf verschiedenen asiatischen Ländern durchgeführt.
Im März 2010 unterbrach Merck nach Rücksprache mit der FDA sämtliche Studien mit Tecemotid nach der Erkrankung eines Patienten an einer Enzephalitis. Am 17. Juni 2010 erfolgte die Wiederaufnahme der beiden Studien zur Behandlung des NSCLC, die Aussetzung der STRIDE-Studie blieb bestehen. Am 7. April 2014 wurde der Start einer Phase-III-Studie START2 mit Tecemotid in der Indikation nicht-kleinzelliges Bronchialkarzinom bekanntgegeben.

## Ergebnisse aus der klinischen Erprobung
Im April 2006 wurden finale Daten bezüglich der mittleren Überlebenszeit für die mit dem Impfstoff behandelte Untergruppe der Patienten mit lokoregionalem NSCLC im Stadium IIIB ermittelt. Sie betrug 30,6 Monate, im Vergleich zu 13,3 Monaten für Patienten im selben Stadium, die das Vakzin nicht erhalten hatten.
Im September 2007 wurden die Überlebensdaten der Patienten aus dieser Studie veröffentlicht. In der Patienten-Gruppe, die zusätzlich zur besten therapeutischen Unterstützung (BSC=Best Supportive Care) mit Tecemotid behandelt wurde, waren nach drei Jahren mehr als doppelt so viele Patienten noch am Leben, wie in der Gruppe mit BSC allein (49 % oder 17 Patienten, verglichen mit 27 % oder 8 Patienten). Dies entspricht einer Senkung der Mortalität um 45 %.
Eine randomisierte doppelblinde placebokontrollierte und multizentrische Phase-III Studie „START“ (Stimulating Targeted Antigenic Responses to NSCLC) mit über 1.300 Patienten in ca. 30 Ländern, mit dokumentiertem inoperablem NSCLC im Stadium IIIA oder IIIB, schloss sich an die Phase-II-Studie an.
Als Nebenwirkungen wurden in der Phase-II-Studie in erster Linie grippeartige Symptome, Magen-Darm-Beschwerden und Reaktionen an der Impfstelle beobachtet.
Am 19. Dezember 2012 wurde bekanntgegeben, dass in der START-Studie der primäre Endpunkt, eine statistisch signifikante Verbesserung des Gesamtüberlebens der Patienten, nicht erreicht wurde. In bestimmten Untergruppen von Patienten konnten jedoch deutliche Behandlungseffekte beobachtet werden. Durch weitere Auswertungen sollte das potenzielle Nutzen-Risiko-Profil von L-BLP25 bei bestimmten Patientengruppen untersucht werden.
Am 18. August 2014 hat Oncothyreon eine SEC-Mitteilung veröffentlicht, in der Oncothyreon berichtet, dass ihr die Merck KGaA mitgeteilt hat, dass die klinische Phase 1/2-Studie EMR 63325-009, in der Tecemotid mit einem Placebo an japanischen Patienten mit Lungenkrebs (Phase III NSCLC) verglichen wird, weder den primären Endpunkt, noch die sekundären Endpunkte erreicht hat. Merck hat mitgeteilt, dass die Rekrutierung von japanischen Patienten zu dieser Studie einstellt und Japan nicht in das Phase-III-Programm mit eingeschlossen wird. Weiterhin werde Merck die Auswirkungen auf das laufende Tecemotid-Programm untersuchen.
Am 12. September 2014 gab Merck bekannt, dass die Entwicklung von Tecemotid aufgrund der japanischen Studienergebnisse eingestellt wird.